# Eusabena
Eusabena és un gènere d'arnes de la família Crambidae.

## Taxonomia
- Eusabena miltochristalis (Hampson, 1896)
- Eusabena monostictalis (Hampson, 1899)
- Eusabena paraphragma (Meyrick, 1889)
- Eusabena selinialis Snellen, 1901